# David Wark Griffith

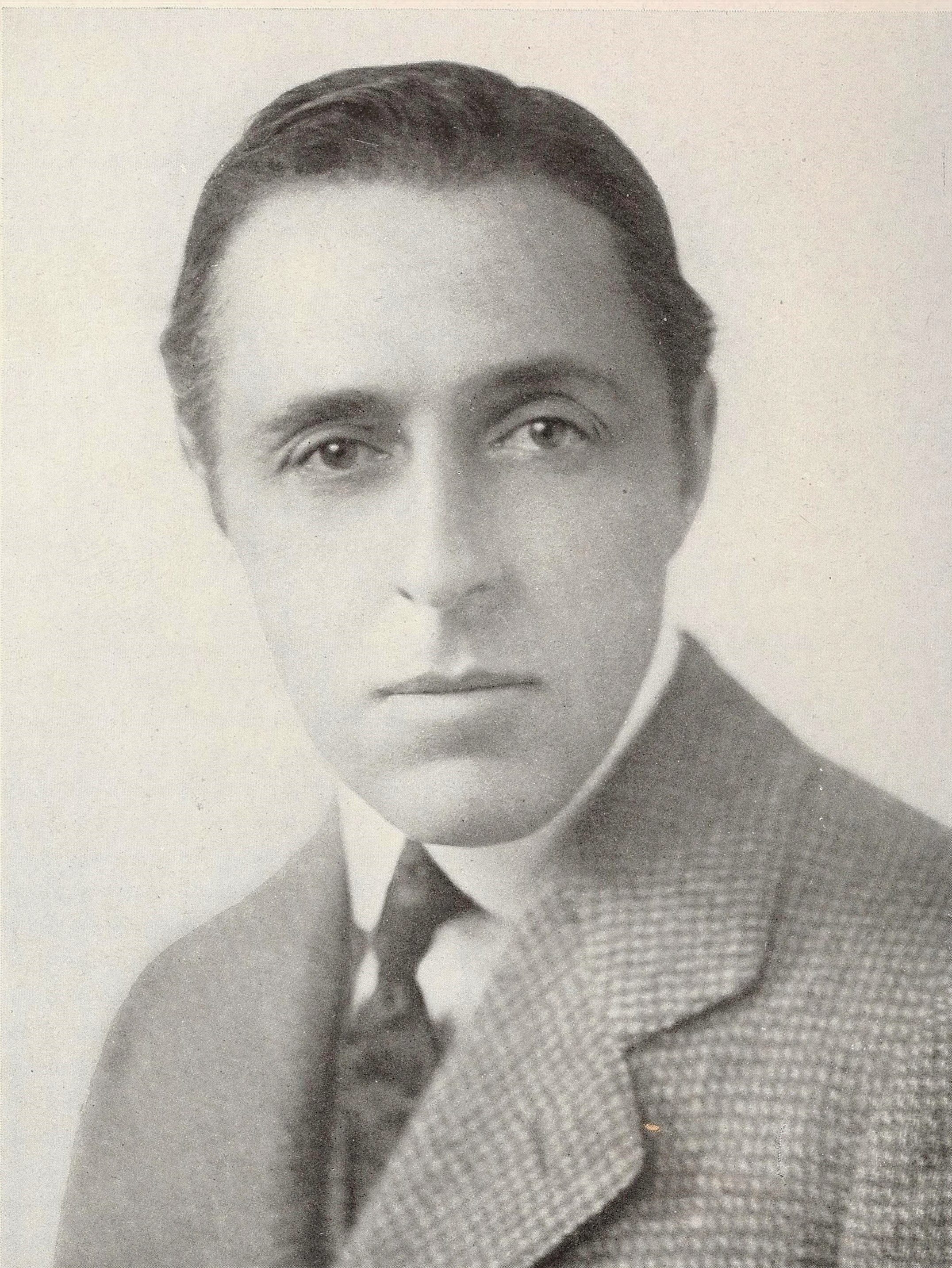
D. W. Griffith (1907)

David Llewelyn Wark Griffith, häufig nur D. W. Griffith (* 22. Januar 1875 bei La Grange, Oldham County, Kentucky; † 23. Juli 1948 in Hollywood, Kalifornien), war ein US-amerikanischer Regisseur, Drehbuchautor, Filmproduzent und Schauspieler. Er drehte zwischen 1908 und den frühen 1930er Jahren insgesamt 535 Filme, von denen mehr als 400 noch erhalten sind, und gilt als einer der einflussreichsten Regisseure der Filmgeschichte.
Griffith wird häufig als Begründer des Erzählkinos und als Schöpfer der „filmischen Grammatik“ bezeichnet. Tatsächlich hat er weniger selbst erfunden als vielmehr systematisiert. Als einer der ersten hat er während seiner Zeit bei der Filmgesellschaft Biograph (1908 bis 1913) Elemente wie Großaufnahme, Parallelmontage und viele andere konsequent eingesetzt und später in seinen richtungsweisenden Langfilmen perfektioniert. Insbesondere seine Filmepen Die Geburt einer Nation (1915) und Intoleranz (1916) wurden zu Meilensteinen der Filmgeschichte. Er zählte zu den Mitbegründern des Filmstudios United Artists sowie der Filmindustrie in Hollywood allgemein.

## Leben

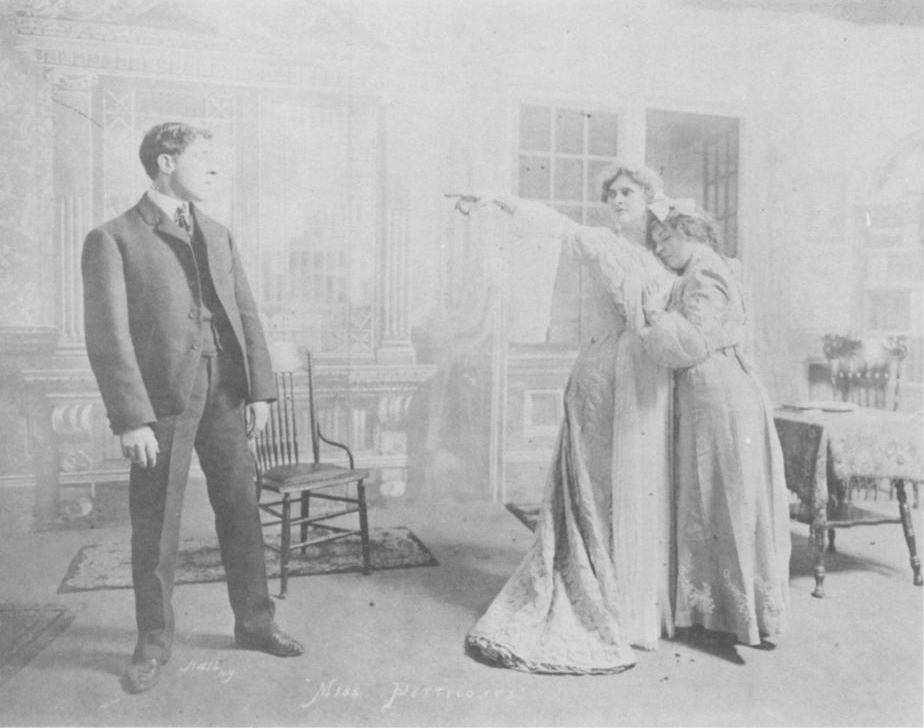
Griffith und Kathryn Osterman in dem Theaterstück Miss Petticoats, 1903

### Jugend, erste Berufserfahrungen
David Wark Griffith wurde am 22. Januar 1875 auf einer Farm im ländlichen Oldham County in Kentucky als Sohn von Jacob Griffith und seiner Ehefrau Mary Perkins geboren. Der Vater hatte als Offizier (Oberst) im Sezessionskrieg in der Armee der Konföderierten gedient und starb, als sein Sohn erst zehn Jahre alt war. Seine Schulbildung erhielt der Halbwaise in einer Einzimmerschule von seiner älteren Schwester Mattie Griffith; die Kinder wuchsen methodistisch auf. Als Griffith 14 Jahre alt war, gab die Mutter ihre Landwirtschaft auf und zog mit ihm nach Louisville. Dort eröffnete die Mutter ein Boardinghouse, das sie jedoch schon nach kurzer Zeit wegen Misserfolges schließen musste. Um seine Familie zu unterstützen, verließ Griffith die Highschool und arbeitete in der Folge in einem Trockenwarenhandel und später in einem Bücherladen.
Schließlich stieg Griffith als Theaterschauspieler in das Showgeschäft ein. Er spielte mit durchwachsenem Erfolg in verschiedenen Theatergruppen, die quer durch die USA reisten und in der Regel die weniger prestigeträchtigen Bühnen des Landes bespielten. Seine 13 Jahre als Bühnenschauspieler waren zugleich aber auch ein prägender Einfluss; so weisen viele seiner Filme eine ökonomische, klare Erzählweise auf und beruhen häufiger auf Bühnenstoffen. Nebenbei versuchte Griffith sich als Bühnenautor, doch nur eines von seinen vielen Stücken wurde angenommen und gespielt, es hatte jedoch auch nur mittelmäßigen Erfolg. 1907 versuchte Griffith eines seiner Stücke an den Filmproduzenten Edwin S. Porter zu verkaufen. Der lehnte das Stück ab, gab Griffith allerdings eine kleine Rolle als Schauspieler in Rescued from an Eagle’s Nest von James Searle Dawley, was sein Filmdebüt bedeutete.

### Filmkarriere

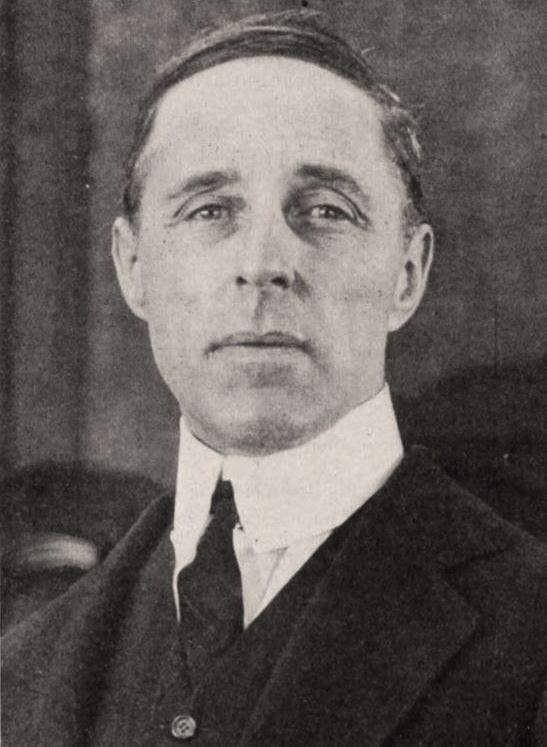
D. W. Griffith (1921)

Nach seiner positiven Erfahrung bei Rescued from an Eagle’s Nest fühlte Griffith sich vom Filmgeschäft angezogen und akzeptierte einen Vertrag als Schauspieler beim Filmstudio American Biograph. Als Biographs Hauptregisseur Wallace McCutcheon sr. erkrankte und sein Sohn McCutcheon jr. als Ersatz nur eine schwache Leistung brachte, wurde der mitspielende Griffith als Regisseur eingesetzt. Der Film unter dem Titel The Adventures of Dollie erschien noch 1908. Die Produzenten waren mit dem Ergebnis so zufrieden, dass sie Griffith auch bei weiteren Filmen Regie führen ließen.
1910 führte Griffith Regie bei In Old California, dem wahrscheinlich ersten Film, der vollständig in Hollywood gedreht wurde. Griffith war damit einer der Entdecker des Ortes Hollywood für die Filmindustrie und drehte dort wegen des sonnigen Wetters, der Landschaft und des vielen Platzes. Bereits seine zahlreichen Kurzfilme bei Biograph zeugten von filmischen Innovationen und Griffith baute sich schnell einen guten Ruf in der jungen Filmindustrie auf. Bis heute werden viele von Griffiths Kurzfilmen dieser Zeit filmwissenschaftlich untersucht und besprochen. Sein Biograph-Film Judith von Bethulien (1914) mit Blanche Sweet, eine Verfilmung des Buchs Judit, war einer der ersten Langfilme der Vereinigten Staaten von Amerika und erhielt gute Kritiken. Allerdings wurde er auch wegen der Einbindung einer Orgienszene kritisiert.

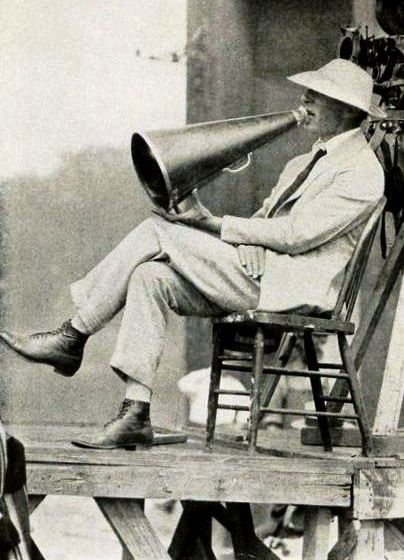
Griffith auf dem Regiestuhl (1922)

Für seinen 1915 fertiggestellten, dreistündigen Film Die Geburt einer Nation über den Amerikanischen Bürgerkrieg, in dem er deutlich Partei für die Südstaaten ergreift und den Ku Klux Klan glorifiziert, wurde Griffith schon bei der Veröffentlichung wegen des offenen Rassismus gegen Afroamerikaner im Film und einer Verzerrung historischer Fakten über den Amerikanischen Bürgerkrieg kritisiert. Der Film beruht auf der ebenfalls vom zeitgenössischen Rassismus beeinflussten Romanvorlage The Clansman (1905) von Thomas Dixon (1864–1946): Die Geburt einer Nation war das bis dahin teuerste, aber auch erfolgreichste Werk in der noch kurzen Filmgeschichte. Mit einer Rekordlänge von drei Stunden, zahlreichen Massenszenen und vielen filmischen Neuerungen gilt The Birth of a Nation laut Filmhistorikern als „das wichtigste Einzelwerk der amerikanischen Filmgeschichte und ein Schlüsselwerk der gesamten Filmgeschichte. Es enthält viele filmtechnische Neuerungen und Verbesserungen, technische Effekte und künstlerische Errungenschaften, darunter eine Farbsequenz am Schluss. Er hatte einen formgebenden Einfluss auf zukünftige Filme und erzielte eine erkennbare Wirkung auf die Filmgeschichte und die Entwicklung des Films als Kunstform.“ Vor allem wegen Die Geburt einer Nation, dessen positive Darstellung des Klans die Herausbildung eines neuen Ku Klux Klans inspirierte, wird Griffith heute kontrovers gesehen.
Das im folgenden Jahr herausgebrachte Werk Intoleranz wurde hingegen ein finanzielles Desaster. Mit diesem noch ambitionierteren und noch teureren Film wollte Griffith aufzeigen, wie Intoleranz seit jeher das menschliche Schicksal bestimmt. Mittels Parallel- und Kontrastmontagen schilderte Griffith vier Episoden – den Fall Babylons, die Passion Christi, die Bartholomäusnacht und die zeitgenössische Geschichte „Die Mutter und das Gesetz“. Der Film, in dem Griffith auch pazifistische und humanistische Ansichten teilt, gilt heute als Meisterwerk der Filmgeschichte. Nachdem bereits am Ende von Intoleranz der Erste Weltkrieg aufgegriffen wurde, widmete sich Griffith diesem in seinem fast zweistündigen Film Hearts of the World ausführlich. Das in England und Frankreich gedrehte Filmprojekt wurde von der britischen Regierung unterstützt, um die USA zum Aufgeben ihrer lange neutralen Haltung im Ersten Weltkrieg zu bewegen.

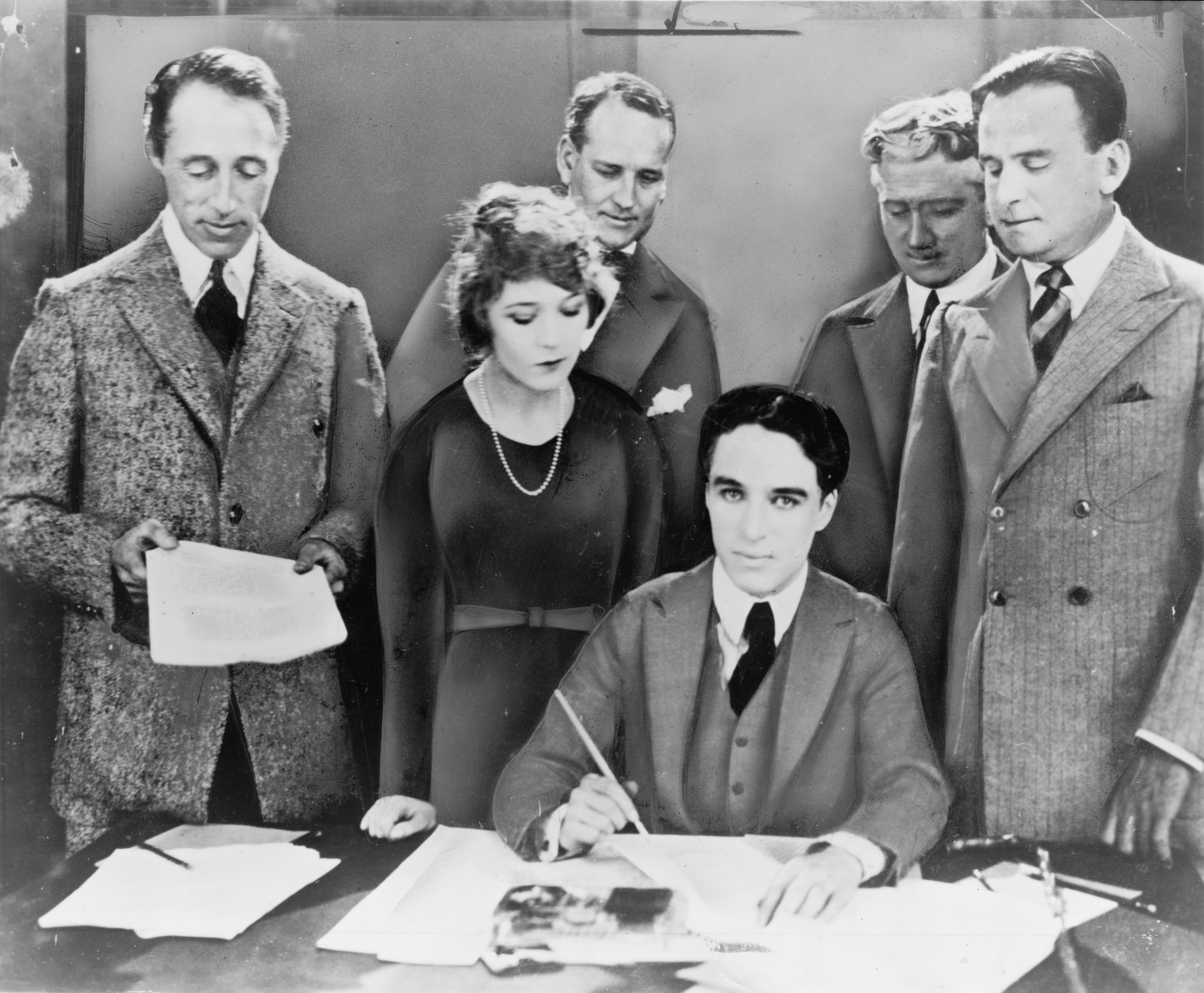
Von links nach rechts: Griffith, Pickford, Chaplin und Fairbanks; die Gründer von United Artists

Nach Hearts of the World wandte Griffith sich zeitweise wieder Filmen kleineren und persönlicheren Ausmaßes zu, seine Schauspielerführung bei den Melodramen Gebrochene Blüten und True Heart Susie (beide 1919) wurde wieder hoch gelobt. Hauptdarstellerin beider Filme war Lillian Gish, die auch in vielen anderen Filmen Griffiths spielte. Auch weil sie sich bis zu ihrem Tod 1993 intensiv um das filmische Erbe Griffiths kümmerte, werden ihre Namen in der amerikanischen Öffentlichkeit häufig miteinander assoziiert. Neben Lillian Gish setzte Griffith auch viele andere Darsteller über Jahre immer wieder ein und förderte die Karrieren von jungen Schauspielerinnen und Schauspielern wie Mary Pickford, Mae Marsh, Dorothy Gish, Richard Barthelmess, Robert Harron und Carol Dempster entscheidend. Ebenfalls 1919 gründete Griffith gemeinsam mit Mary Pickford, Douglas Fairbanks senior und Charlie Chaplin die Filmfirma United Artists.
Zu seinen letzten großen Erfolgen zählen das zweieinhalbstündige Werk Weit im Osten (1920), in dem Lillian Gish in einer berühmten Szene auf einem eisigen Fluss um ihr Überleben kämpft, und Zwei Waisen im Sturm (1921), der mit den Gish-Schwestern in den Hauptrollen die Französische Revolution abhandelt. Im Verlaufe der 1920er Jahre bekamen Griffiths Filme zunehmend Probleme an den Kinokassen, denn die oftmals aufwändigen Produktionen mussten fast automatisch zu großen Kinoerfolgen werden, um überhaupt einen Gewinn zu erzielen. Zudem wirkten Griffiths Filme, die oft auf älteren Theatervorlagen basierten und melodramatische Themen behandelten, mit ihrer teilweise viktorianischen Weltsicht auf die jüngeren oder fortschrittlicheren Zuschauer in den Roaring Twenties antiquiert. Nach mehreren Misserfolgen musste er 1924 die United Artists verlassen, so waren zuvor sein großangelegtes Unabhängigkeitskriegs-Epos America und das in Deutschland spielende und gedrehte Sozialdrama Ist das Leben nicht wunderschön? an den Kinokassen enttäuschend rezipiert worden.
Griffith drehte in den späten 1920er Jahren noch weitere Filme von unterschiedlicher Qualität, die aber nicht mehr die Resonanz seiner früheren Werke erreichten. 1930 drehte er mit der aufwändigen Filmbiografie Abraham Lincoln, in der Walter Huston die Titelrolle spielte, seinen ersten kompletten Tonfilm (sein Lady of the Pavements von 1929 hatte einige Tonfilm-Sequenzen). Doch trotz guter Kritiken blieb Abraham Lincoln an den Kinokassen hinter den Erwartungen zurück, wie auch sein nächster Film Der Kampf (1931) über einen alkoholsüchtigen Ehemann. Daraufhin zog sich Griffith mit Mitte Fünfzig aus dem Filmgeschäft zurück.

### Späteres Leben und Privates
1936 wurde Griffith mit dem Ehrenoscar für sein Lebenswerk ausgezeichnet. 1940 versuchte er ein Comeback mit der Regie zum Abenteuerfilm Tumak, der Herr des Urwalds (One Million B.C.), doch nach einem Streit mit dem Produzenten Hal Roach verließ er den Regiestuhl. Der Film wurde von Roach selber zu Ende geführt, wenngleich einige Kritiker meinen, in dem finalen Film noch Griffiths Einfluss erkennen zu können.
Griffith war zweimal verheiratet: Von 1906 bis 1936 mit der Schauspielerin Linda Arvidson (1884–1949), dann von 1936 bis 1947 mit der Schauspielerin Evelyn Baldwin (1910–2004). Beide Ehen wurden geschieden. Den letzten Abschnitt seines Lebens verbrachte er im Knickerbocker Hotel in Los Angeles. Er starb 1948 im Alter von 73 Jahren an einer Hirnblutung und wurde auf dem Friedhof in Centerfield, Kentucky begraben.

## Auszeichnungen und Ehrungen

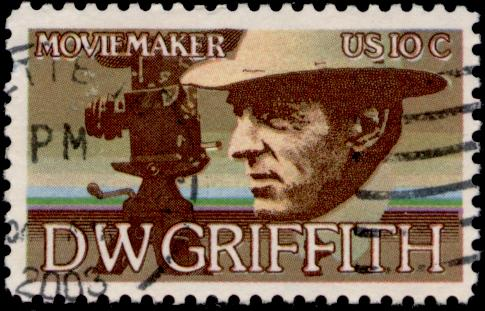
Amerikanische Briefmarke zu Griffiths 100. Geburtstag 1975

- 1936: Ehrenoscar für sein Lebenswerk
- 1938: Directors-Guild-of-America-Auszeichnung für sein Lebenswerk
- 1960: Stern auf dem Hollywood Walk of Fame

Zudem verneigten sich zahlreiche Regiekollegen wie John Ford, Alfred Hitchcock, Orson Welles, Lev Kuleshov, Jean Renoir, Cecil B. DeMille, King Vidor, Victor Fleming, Raoul Walsh, Carl Theodor Dreyer, Sergei Eisenstein und Stanley Kubrick vor Griffith oder bestimmten seiner Werke. Charlie Chaplin nannte ihn „den Lehrer von uns allen“ (The Teacher of us All) und bemerkte, dass die gesamte Filmindustrie Griffith ihre Existenz verdanke. Orson Welles äußerte: „Ich habe nie wirklich Hollywood gehasst, außer für die Behandlung von D. W. Griffith. Keine Stadt, keine Industrie, kein Beruf, keine Kunst verdankt soviel einem einzigen Mann.“
Von seiner Erstverleihung 1953 bis 1999 war der Ehrenpreis für das Lebenswerk (Lifetime Achievement Award) der Directors Guild of America nach Griffith benannt. Im Jahr 1999 fiel Griffiths Name aus dem Preis, da man laut DGA-Präsident Jack Shea zwar um Griffiths Verdienste und Einflüsse wisse, aber mit dem neuen Jahrtausend die von Griffith-Filmen bestärkten rassistischen Stereotypen kritisch sehen müsse.

## Filmografie (Auswahl)

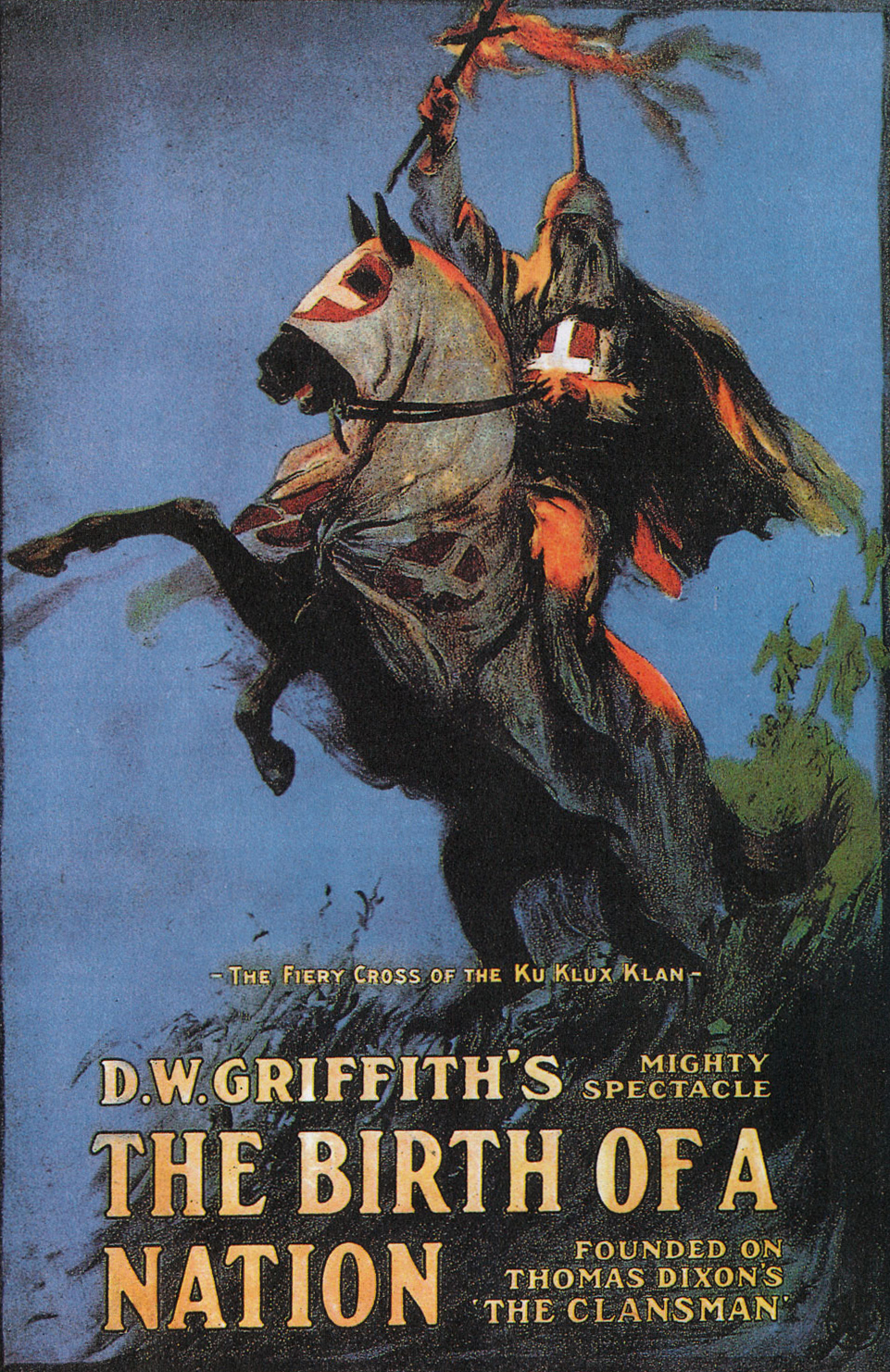
Kinoposter Die Geburt einer Nation

- 1908: Falsely Accused! (Nebenrolle)
- 1908: Rescued from an Eagle’s Nest (Hauptrolle)
- 1908: Her First Adventure (nur Darsteller)
- 1908: Old Isaacs, the Pawnbroker (Buch)
- 1908: The Bandit’s Waterloo (Buch und Regie)
- 1908: The Black Viper (Regie und Darsteller)
- 1908: At the Crossroads of Life (Buch und Darsteller)
- 1908: The Adventures of Dollie
- 1908: An Awful Moment
- 1909: Edgar Allan Poe
- 1909: Those Awful Hats
- 1909: The Gibson Goddess
- 1909: The Prussian Spy
- 1909: A Fool’s Revenge
- 1909: The Roue’s Heart
- 1909: Lines of White on a Sullen Sea
- 1909: And a Little Child Shall Lead Them
- 1908: The Deception
- 1909: Leather Stocking
- 1909: Lucky Jim, mit Marion Leonard
- 1909: A Burglar’s Mistake (Buch und Regie)
- 1909: The Lonely Villa
- 1909: A New Trick (Buch und Regie)
- 1909: The Sealed Room
- 1909: Der Weizenkönig (A Corner in Wheat)
- 1909: A Trap for Santa Claus
- 1910: The Rocky Road
- 1910: The Unchanging Sea
- 1910: In the Border States
- 1910: Wilful Peggy
- 1910: The House with Closed Shutters
- 1910: The Usurer
- 1910: The Fugitive
- 1911: Fate’s Turning
- 1911: The Diamond Star
- 1911: His Trust
- 1911: His Trust Fulfilled
- 1911: Enoch Arden
- 1911: The Last Drop of Water
- 1911: Swords and Hearts
- 1911: The Battle
- 1911: The Miser’s Heart
- 1912: The Sunbeam
- 1912: One is Business, the Other Crime
- 1912: The Lesser Evil
- 1912: An Unseen Enemy
- 1912: Friends
- 1912: The Painted Lady
- 1912: The Musketeers of Pig Alley
- 1912: The New York Hat
- 1912: The Burglar’s Dilemma
- 1913: The Massacre
- 1913: Death’s Marathon
- 1913: The Mothering Heart
- 1913: Die Waisen der Ansiedlung (The Battle at Elderbush Gulch)
- 1914: Judith von Bethulien (Judith of Bethulia)
- 1914: Brute Force
- 1915: Die Geburt einer Nation (The Birth of a Nation)
- 1915: A Day with Governor Whitman
- 1915: Das Lamm (The Lamb) (Drehbuch)
- 1916: Intoleranz (Intolerance)
- 1918: Hearts of the World
- 1918: The Great Love
- 1918: Lillian Gish in a Liberty Loan Appeal
- 1918: The Greatest Thing in Life
- 1919: The World of Columbus
- 1919: A Romance of Happy Valley
- 1919: The Girl Who Stayed at Home
- 1919: Gebrochene Blüten (Broken Blossoms)
- 1919: True Heart Susie
- 1919: Scarlet Days
- 1919: The Greatest Question
- 1920: The Idol Dancer
- 1920: Remodeling Her Husband
- 1920: The Love Flower
- 1920: Weit im Osten (Way Down East)
- 1921: Dream Street
- 1921: Zwei Waisen im Sturm (Orphans of the Storm)
- 1922: One Exciting Night
- 1923: Mammy's Boy
- 1923: The White Rose
- 1924: America
- 1924: Ist das Leben nicht wunderschön? (Isn't Life Wonderful?)
- 1925: Sally vom Jahrmarkt (Sally of the Sawdust)
- 1925: Die Tat ohne Zeugen (That Royle Girl)
- 1926: Lord Satanas (The Sorrows of Satan)
- 1927: Topsy and Eva
- 1928: Fanfaren der Liebe (Drums of Love)
- 1928: Komödie einer Liebe (The Battle of the Sexes)
- 1929: Die Lady von der Straße (Lady of the Pavements)
- 1930: Abraham Lincoln
- 1931: Der Kampf (The Struggle)
- 1940: Tumak, der Herr des Urwalds (One Million B.C.) (ungenannt)